# Alastair Forsyth
Alastair Forsyth (nascido em 5 de fevereiro de 1976) é um jogador profissional escocês de golfe. Profissionalizou-se em 1998 e já ganhou dois torneios do circuito europeu da PGA, em 2002 e em 2008.